# Hèlsinki
|  | Per a altres significats, vegeu «Helsinki». |

Hèlsinki (Helsinki en finès;  Helsingfors (?·pàg.) en suec) és la capital de Finlàndia. Se situa a la regió d'Uusimaa, al sud del país, a la costa del Golf de Finlàndia, al Mar Bàltic. Hèlsinki té una població de 628.208 habitants (31.12.2015), si bé ajuntant-hi les poblacions d'Espoo, Vantaa i Kauniainen (amb les quals forma una sola conurbació anomenada "àrea capital"), el nombre augmenta a 1,2 milions (2013). De fet, Hèlsinki és l'àrea urbana i el municipi més poblat de Finlàndia. Hèlsinki es troba a uns 80 quilòmetres al nord de Tallinn, la capital d'Estònia; a 400 quilòmetres al nord-est d'Estocolm, la capital de Suècia, i 300 quilòmetres a l'oest de Sant Petersburg, Rússia. Hèlsinki té connexions històriques amb aquestes tres ciutats.
L'àrea metropolitana de Hèlsinki inclou el nucli urbà de Hèlsinki, Espoo, Vantaa, Kauniainen i altres ciutats dormitori. L'aeroport principal del país, Hèlsinki-Vantaa, es troba a l'àrea metropolitana. És l'àrea metropolitana més septentrional del món de més d'un milió de persones, i la ciutat és la capital més septentrional d'un estat membre de la UE.
Hèlsinki és un important centre polític, educatiu, financer, cultural i d'investigació de Finlàndia, així com una de les principals ciutats del nord d'Europa. D'una banda, un terç de la ciutat està coberta de zones verdes, que ofereixen un munt de possibilitats per a relaxar-se i fer activitats a l'aire lliure. El gran Central Park s'estén amb els seus boscos just després de sortir del centre de la ciutat. D'altra banda, hi ha un gran nombre d'esdeveniments urbans, bars, hotels, restaurants i clubs que fan de Hèlsinki una capital efervescent, amb una oferta cultural que va del punk rock a l'art clàssic i modern. La ciutat disposa d'un zoo a prop del centre.
El 2009 Hèlsinki va ser triada per a ser la capital del disseny del món per a l'any 2012 pel Consell Internacional de Societats de Disseny Industrial, superant de poc Eindhoven pel títol.
El 2011, la revista Monocle publicà que Hèlsinki era la ciutat més habitable del món al seu "Índex de ciutats habitables del 2011".

## Etimologia
El nom suec Helsingfors ([hɛlsiŋ'fɔrs]) és el nom original de la ciutat de Hèlsinki, i continua sent el nom oficial suec per a la ciutat. El nom finlandès, Hèlsinki (pronunciat amb l'accent en la primera síl·laba: ['helsinki]), ha estat utilitzat en altres idiomes durant dècades. El nom suec Helsingfors prové del nom de la parròquia circumdant, Helsinge (font finlandesa de Hèlsinki) i els ràpids (en suec: Fors), que fluïen a través de la ciutat. Sovint es pensa que el nom va ser donat pels suecs immigrants que procedien de la província sueca de Hälsingland. Una altra explicació és que aquests noms i els de Helsingborg i Helsingør han derivat de la paraula escandinava hals (coll), referint-se a la part més angosta del riu, és a dir, els ràpids.
En l'argot de la ciutat de Hèlsinki també s'anomena Stadi (de la paraula "stad" suec, que significa ciutat) i col·loquialment Hesa en finès. Helsset és en sami septentrional el nom de Hèlsinki.

## Història

### Orígens
Fundada el 1550 com una rival de la ciutat hanseàtica de Reval (avui Tallinn) pel rei Gustau I de Suècia, la ciutat de Hèlsinki, va lluitar des dels primers temps. El jove assentament va ser assolat per la pobresa, les guerres i les malalties. La pesta de 1710 va matar dos terços dels habitants de Hèlsinki. Durant molt temps es va mantenir un petit poble costaner, eclipsada per la més florent del comerç en els centres de la regió bàltica. La construcció de la fortalesa naval Sveaborg (en finès Viapori, avui també Suomenlinna) va contribuir a millorar la seva situació, però no va ser fins que Rússia va derrotar Suècia en la guerra finlandesa i que s'adjunten a Finlàndia com el Gran Ducat autònom de Finlàndia, el 1809 Hèlsinki es va començar a desenvolupar en una gran ciutat.
Amb la finalitat de reduir la influència sueca a Finlàndia, el tsar Alexandre I de Rússia va traslladar a la capital de Turku, que tenia estrets vincles amb Suècia, a Hèlsinki. La Reial Acadèmia de Turku, aleshores l'única universitat al país, es va traslladar a Hèlsinki el 1827 i eventualment es va convertir en la moderna Universitat de Hèlsinki. El pas de la ciutat consolidada nou paper, i les següents dècades van veure un creixement sense precedents i el desenvolupament de la ciutat, creant les condicions per al naixement de la moderna capital de classe mundial en el segle xx. Aquesta transformació és molt evident en el centre de la ciutat, que va ser reconstruïda en estil neoclàssic a semblança de Sant Petersburg. Com en altres països, els avenços tecnològics com els ferrocarrils i la industrialització eren un factor clau del creixement.
El 1812, després de la guerra de 1808-1809 quan Finlàndia va ser conquerida per la Rússia Imperial, el tsar Alexandre I de Rússia va designar a Hèlsinki com a capital del Gran Ducat Autònom de Finlàndia, fins al 1917 quan Finlàndia va declarar-ne la independència.

### Segle XX
El 1918 durant la Guerra Civil Finlandesa, Hèlsinki va ser reduïda per la Guàrdia Roja, el 28 de gener, el primer dia de la guerra. Els Rojos van obtenir el control de la totalitat del sud de Finlàndia després de petites hostilitats. El Senat es va traslladar a Vaasa, encara que alguns senadors i funcionaris van romandre en la clandestinitat a la capital. Després de la marea de la guerra es van girar en contra les forces roges, la lluita contra les tropes alemanyes al costat de la finlandesa de Hèlsinki tornà a la Guàrdia Blanca a l'abril de 1918. A diferència de Tampere, Hèlsinki va patir relativament pocs danys a la guerra. Després de la victòria blanca molts exsoldats i col·laboradors rojos van ser confinats a camps de presoners a tot el país. El campament més gran, d'aproximadament 13.300 presoners, es trobava a l'antiga fortalesa naval d'illa de Suomenlinna a Hèlsinki. Encara que la guerra civil van deixar una gran cicatriu en la societat, el nivell de vida al país i la ciutat va començar a millorar en la següent dècada. Arquitectes de renom, com Eliel Saarinen van crear plans per la utopia de Hèlsinki, però mai no van ser completades.
En els bombardejos aeris de la Guerra d'Hivern (1939-40) i de la Guerra de Continuació (1941-44) Hèlsinki fou atacada pels bombarders soviètics. Els atacs aeris més intensos van tenir lloc a la primavera del 1944, quan més de dos mil avions soviètics van fer caure unes 16.000 bombes a la ciutat i els seus voltants. Tanmateix, a causa de l'èxit de defensa aèria de la ciutat es va salvar de la destrucció a gran escala, mentre moltes altres ciutats d'Europa sota els bombardejos d'escala semblant patiren més. Només un petit nombre de bombes van assolir zones densament poblades. Diversos anys després de la guerra, els Jocs Olímpics d'Estiu de 1952 es van celebrar a Hèlsinki.
Malgrat la tumultuosa primera meitat del segle xx, Hèlsinki, va seguir desenvolupant de manera constant. La ràpida urbanització de Finlàndia en el decenni de 1970, que es va produir relativament tard en el context europeu, va triplicar la població en l'àrea metropolitana, amb la qual cosa l'àrea metropolitana de Hèlsinki fou un dels centres urbans de més ràpid creixement en la Unió Europea en el decenni de 1990. La relativament escassa densitat de població de Hèlsinki i la seva peculiar estructura sovint s'han atribuït a l'avançat de la urbanització. Així doncs, avui l'àrea metropolitana de Hèlsinki és la segona capital de més baixa densitat de població de la UE després de Brussel·les.
Al maig de 2007 s'hi va celebrar el Festival de la Cançó d'Eurovisió, gràcies a la victòria de Lordi.

## Geografia
La ciutat és al sud del país, a la riba nord del Golf de Finlàndia, entre 60° 10′ N i 24° 56′ E. La ciutat s'estén entre badies i penínsules i damunt d'unes quantes illes. El centre de la ciutat ocupa una península del sud, de vegades s'hi fa referència amb el nom de Vironniemi, el nom real del centre.
Com que Hèlsinki està situada a la costa del mar Bàltic i té molts quilòmetres de costa, molts dels seus districtes més importants estan a prop de la platja. És una ciutat molt marítima i l'anomenen "la filla del Bàltic".
La densitat de població de la ciutat pot arribar a ser molt alta en alguns indrets del centre, però la densitat total de la ciutat és de 3.050 habitants/km², que és classificada com a molt baixa comparada amb la d'altres ciutats europees. Gran part de la ciutat fora del centre són suburbis creats durant la post-guerra, separats entre si per boscos.
El parc central de Hèlsinki és una zona de deu quilòmetres de llargada que s'estén des del centre fins al nord de la ciutat, i és l'indret principal d'entreteniment pels residents.
Les illes principals de la ciutat inclouen la de Seurasaari, la de Lauttasaari i la de Korkeasaari. Altres illes importants són l'illa fortalesa de Suomenlinna i l'illa militar de Santahamina. L'illa de Pihlajasaari és un indret d'estiueig, comparable amb l'illa de Fire Island de Nova York.

### Clima
La ciutat té un clima temperat continental. Mitiguen el fred de l'hivern tant el mar mar Bàltic com el corrent del Golf. Les temperatures per sota de -20 °C només es donen una setmana o dues a l'any. No obstant a causa de la latitud, els dies duren menys de sis hores al voltant del solstici d'hivern. D'altra banda, Hèlsinki gaudeix de llargs dies d'estiu, prop de dinou hores al voltant del solstici d'estiu.
La temperatura màxima mitjana entre el juny i l'agost és d'entre 19 a 21 °C. Degut a l'efecte del mar especialment a l'estiu, les temperatures diàries són més fredes i les nocturnes són més elevades a les zones més allunyades del continent. Tan a prop com a Vantaa, el clima és sorprenentment molt més continental, amb estius càlids i hiverns més freds. La temperatura més alta mai registrada al centre de la ciutat fou de 34.0 °C el 28 de juliol de 2010 i la més baixa fou de -34.3 °C el 10 de gener de 1987.
| Dades climàtiques a Downtown Helsinki (Kaisaniemi)                                                                                             | Dades climàtiques a Downtown Helsinki (Kaisaniemi) | Dades climàtiques a Downtown Helsinki (Kaisaniemi) | Dades climàtiques a Downtown Helsinki (Kaisaniemi) | Dades climàtiques a Downtown Helsinki (Kaisaniemi) | Dades climàtiques a Downtown Helsinki (Kaisaniemi) | Dades climàtiques a Downtown Helsinki (Kaisaniemi) | Dades climàtiques a Downtown Helsinki (Kaisaniemi) | Dades climàtiques a Downtown Helsinki (Kaisaniemi) | Dades climàtiques a Downtown Helsinki (Kaisaniemi) | Dades climàtiques a Downtown Helsinki (Kaisaniemi) | Dades climàtiques a Downtown Helsinki (Kaisaniemi) | Dades climàtiques a Downtown Helsinki (Kaisaniemi) | Dades climàtiques a Downtown Helsinki (Kaisaniemi) |
| Mes | gen                                                | febr                                               | març                                               | abr                                                | maig                                               | juny                                               | jul                                                | ag                                                 | set                                                | oct                                                | nov                                                | des                                                | anual                                              |
| --- | -------------------------------------------------- | -------------------------------------------------- | -------------------------------------------------- | -------------------------------------------------- | -------------------------------------------------- | -------------------------------------------------- | -------------------------------------------------- | -------------------------------------------------- | -------------------------------------------------- | -------------------------------------------------- | -------------------------------------------------- | -------------------------------------------------- | -------------------------------------------------- |
| Màxima rècord °C (°F) | 8.5 (47.3)                                         | 11.8 (53.2)                                        | 17.1 (62.8)                                        | 21.9 (71.4)                                        | 29.6 (85.3)                                        | 32.0 (89.6)                                        | 33.1 (91.6)                                        | 31.2 (88.2)                                        | 26.2 (79.2)                                        | 19.4 (66.9)                                        | 11.6 (52.9)                                        | 10.0 (50)                                          | 33.1 (91.6)                                        |
| Màxima mitjana °C (°F) | −1.3 (29.7)                                        | −1.9 (28.6)                                        | 1.6 (34.9)                                         | 7.6 (45.7)                                         | 14.4 (57.9)                                        | 18.5 (65.3)                                        | 21.5 (70.7)                                        | 19.8 (67.6)                                        | 14.6 (58.3)                                        | 9.0 (48.2)                                         | 3.7 (38.7)                                         | 0.5 (32.9)                                         | 9.0 (48.2)                                         |
| Mitjana diària °C (°F) | −3.9 (25)                                          | −4.7 (23.5)                                        | −1.3 (29.7)                                        | 3.9 (39)                                           | 10.2 (50.4)                                        | 14.6 (58.3)                                        | 17.8 (64)                                          | 16.3 (61.3)                                        | 11.5 (52.7)                                        | 6.6 (43.9)                                         | 1.6 (34.9)                                         | −2.0 (28.4)                                        | 5.9 (42.6)                                         |
| Mínima mitjana °C (°F) | −6.5 (20.3)                                        | −7.4 (18.7)                                        | −4.1 (24.6)                                        | 0.8 (33.4)                                         | 6.3 (43.3)                                         | 10.9 (51.6)                                        | 14.2 (57.6)                                        | 13.1 (55.6)                                        | 8.7 (47.7)                                         | 4.3 (39.7)                                         | −0.6 (30.9)                                        | −4.5 (23.9)                                        | 2.9 (37.2)                                         |
| Mínima rècord °C (°F) | −34.3 (−29.7)                                      | −31.5 (−24.7)                                      | −24.5 (−12.1)                                      | −16.3 (2.7)                                        | −4.8 (23.4)                                        | 0.7 (33.3)                                         | 5.4 (41.7)                                         | 2.8 (37)                                           | −4.5 (23.9)                                        | −11.6 (11.1)                                       | −18.6 (−1.5)                                       | −29.5 (−21.1)                                      | −34.3 (−29.7)                                      |
| Precipitació mitjana mm (polzades) | 52 (2.05)                                          | 36 (1.42)                                          | 38 (1.5)                                           | 32 (1.26)                                          | 37 (1.46)                                          | 57 (2.24)                                          | 63 (2.48)                                          | 80 (3.15)                                          | 56 (2.2)                                           | 76 (2.99)                                          | 70 (2.76)                                          | 58 (2.28)                                          | 655 (25.79)                                        |
| Neu mitjana cm (polzades) | 21 (8.3)                                           | 23 (9.1)                                           | 14 (5.5)                                           | 0 (0)                                              | 0 (0)                                              | 0 (0)                                              | 0 (0)                                              | 0 (0)                                              | 0 (0)                                              | 0 (0)                                              | 4 (1.6)                                            | 12 (4.7)                                           | 74 (29.2)                                          |
| Mitjana de dies de pluja | 19                                                 | 17                                                 | 15                                                 | 11                                                 | 11                                                 | 14                                                 | 12                                                 | 15                                                 | 14                                                 | 16                                                 | 18                                                 | 20                                                 | 182                                                |
| Mitjana mensual d'hores de sol | 38                                                 | 70                                                 | 138                                                | 194                                                | 284                                                | 297                                                | 291                                                | 238                                                | 150                                                | 93                                                 | 36                                                 | 29                                                 | 1.858                                              |
| Font: Climatological statistics for the normal period 1981–2010 (except the Records rows, which are 'all-time' records [data source required]) |                                                    |                                                    |                                                    |                                                    |                                                    |                                                    |                                                    |                                                    |                                                    |                                                    |                                                    |                                                    |                                                    |

## Llocs d'interès
Hèlsinki és una ciutat petita i reconfortant. La seva mida és l'ideal per andarejar, per anar als cafès, supermercats, anar al teatre i a l'òpera.
- L'esplanada central Pohjoisesplanadi i Eteläesplanadi amb molts edificis classicístics
- El barri governamental
- El museu d'art contemporani Kiasma
- El parlament de Finlàndia
- El museu d'art Ateneum
- El centre d'arts Annantalo
- Ooppera (Òpera)
- Suomenlinna: un petit arxipèlag de fortificacions sueques, russes i fineses a la badia de Hèlsinki
- El zoològic
- Les catedrals
- Els teatres finès i suec

## Persones il·lustres
- Yrjo Kilpinen (1892-1959), compositor de música clàssica
- Ina Lange (1849-1930), pianista i escriptora, aquesta última professió coneguda amb el pseudònim de Daniel Sten
- Artturi Ilmari Virtanen (1895-1973), químic, Premi Nobel de Química de 1945
- Mika Waltari (1908 - 1979) escriptor
- Kaija Saariaho (1952 - 2023), compositora
- Bengt Holmström (1949-), economista, Premi Nobel d'Economia 2016
- Sanna Marin (1985-), primera ministra de Finlàndia entre 2019 i 2023.

## Ciutats agermanades
Hèlsinki està agermanada amb les ciutats següents:
- Sant Petersburg, Rússia[4]
- Tallinn, Estònia[4]
- Stockholm, Suècia[4]
- Berlín, Alemanya[4]
- Beijing, Xina (des de 2006)[4][5][6]
- Moscou, Rússia[4]

## Ajuntament
Ajuntament 2009-2012
|                                                              | Partit de la Coalició Nacional      | 26 | +1 |
|                                                              | Lliga Verda                         | 21 | +4 |
|                                                              | Partit Socialdemòcrata de Finlàndia | 16 | -5 |
|                                                              | Aliança d'Esquerra                  | 7  | -1 |
|                                                              | Partit Popular Suec                 | 5  | -1 |
|                                                              | Veritables Finlandesos              | 4  | +3 |
|                                                              | Partit del Centre                   | 3  | -1 |
|                                                              | Demòcrata-Cristians                 | 2  | 0  |
|                                                              | Partit Comunista de Finlàndia       | 1  | 0  |
|                                                              | Total (participació 58,9%)          | 85 |    |
| Font: www.vaalikone.fi Arxivat 2008-11-09 a Wayback Machine. |                                     |    |    |

## Galeria d'imatges

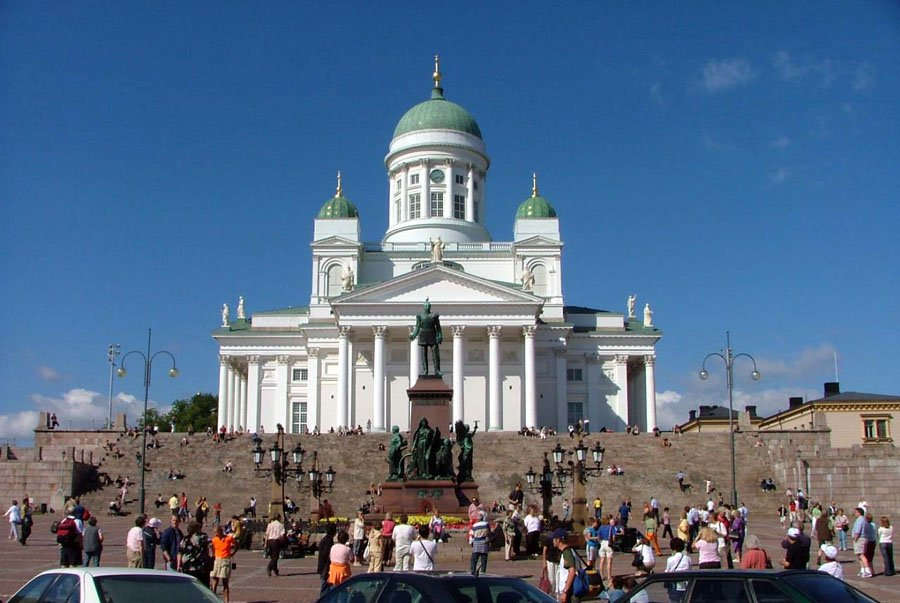
Plaça del Senat i la Catedral Luterana
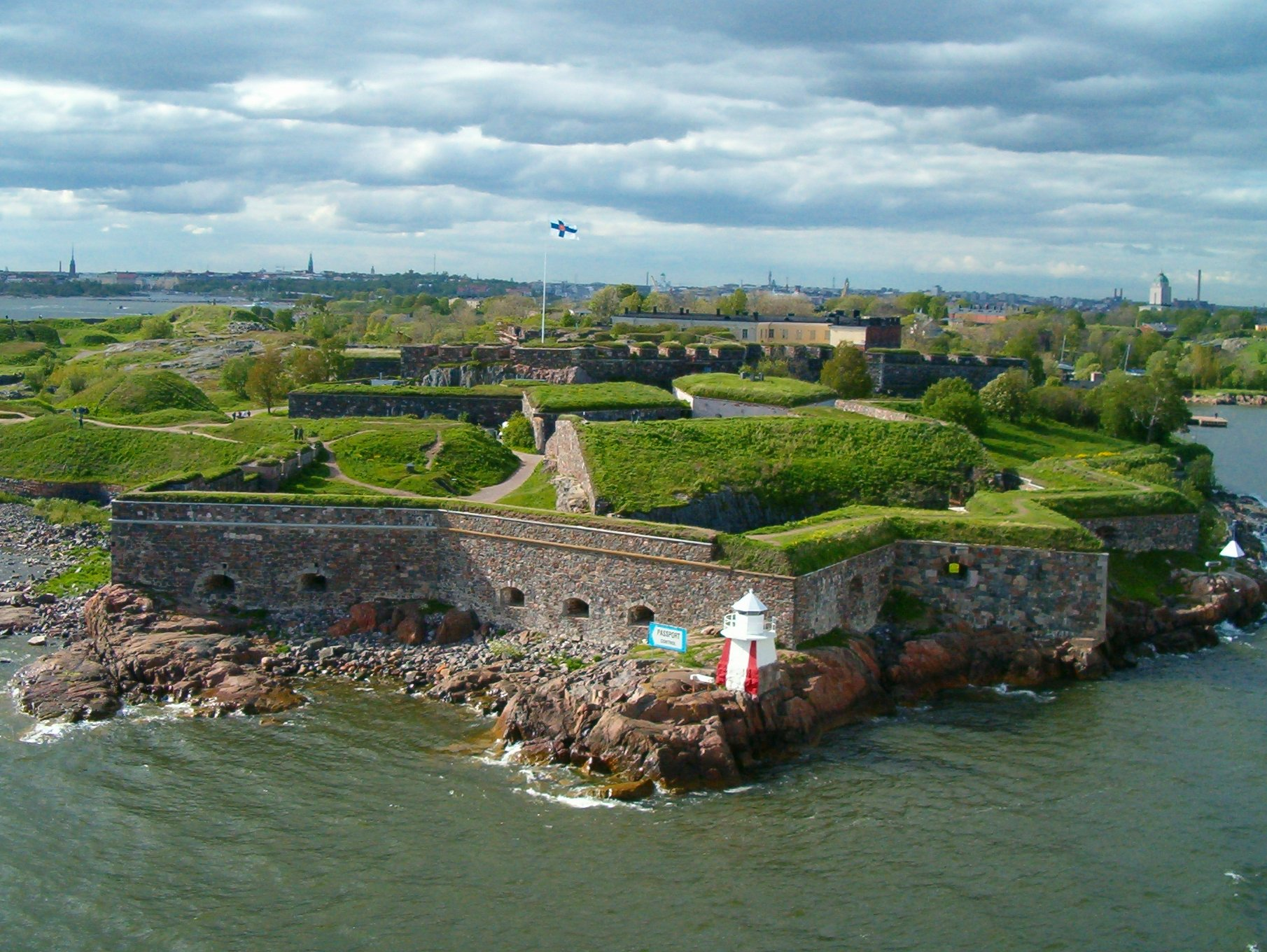
Suomenlinna
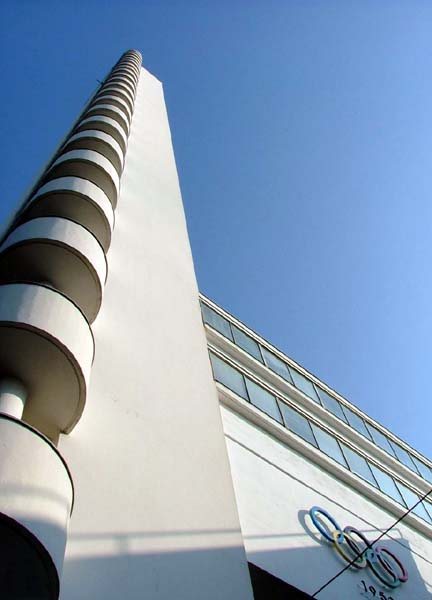
Estadi Olímpic de Hèlsinki
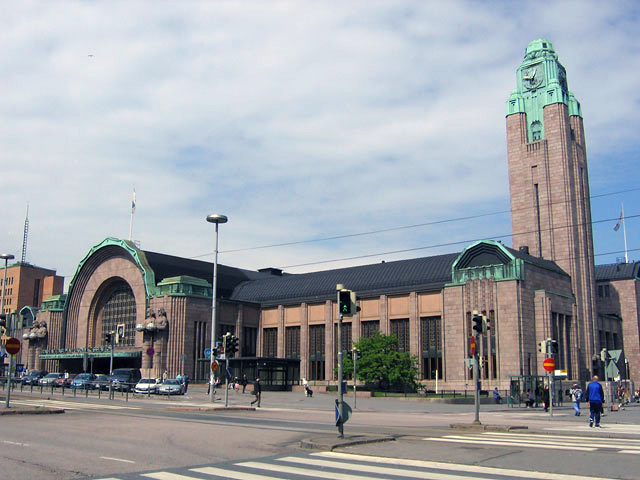
Rautatieasema (Järnvägsstation) - Estació de trens central
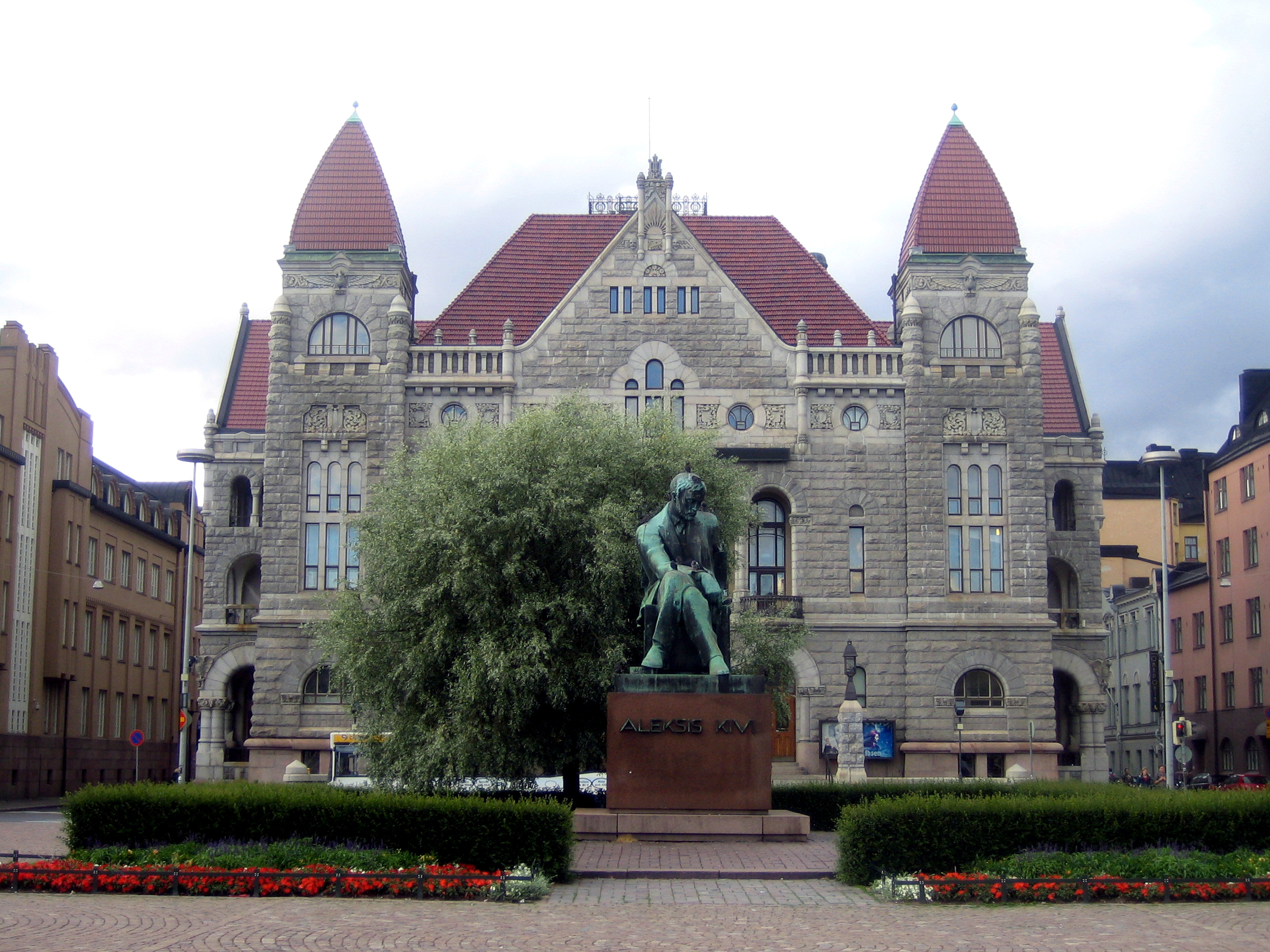
Teatre nacional finès
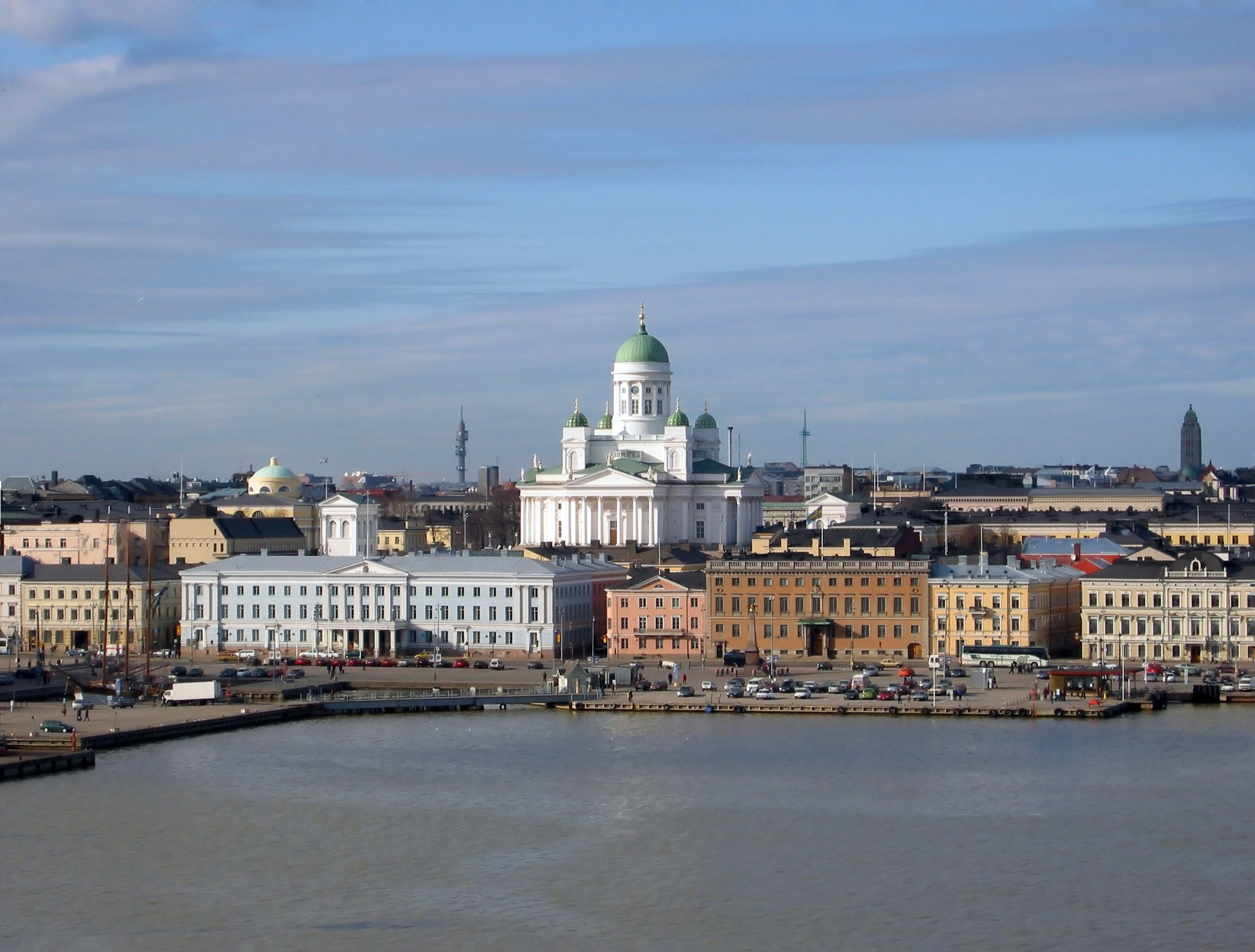
Port i catedral de Hèlsinki, de fons
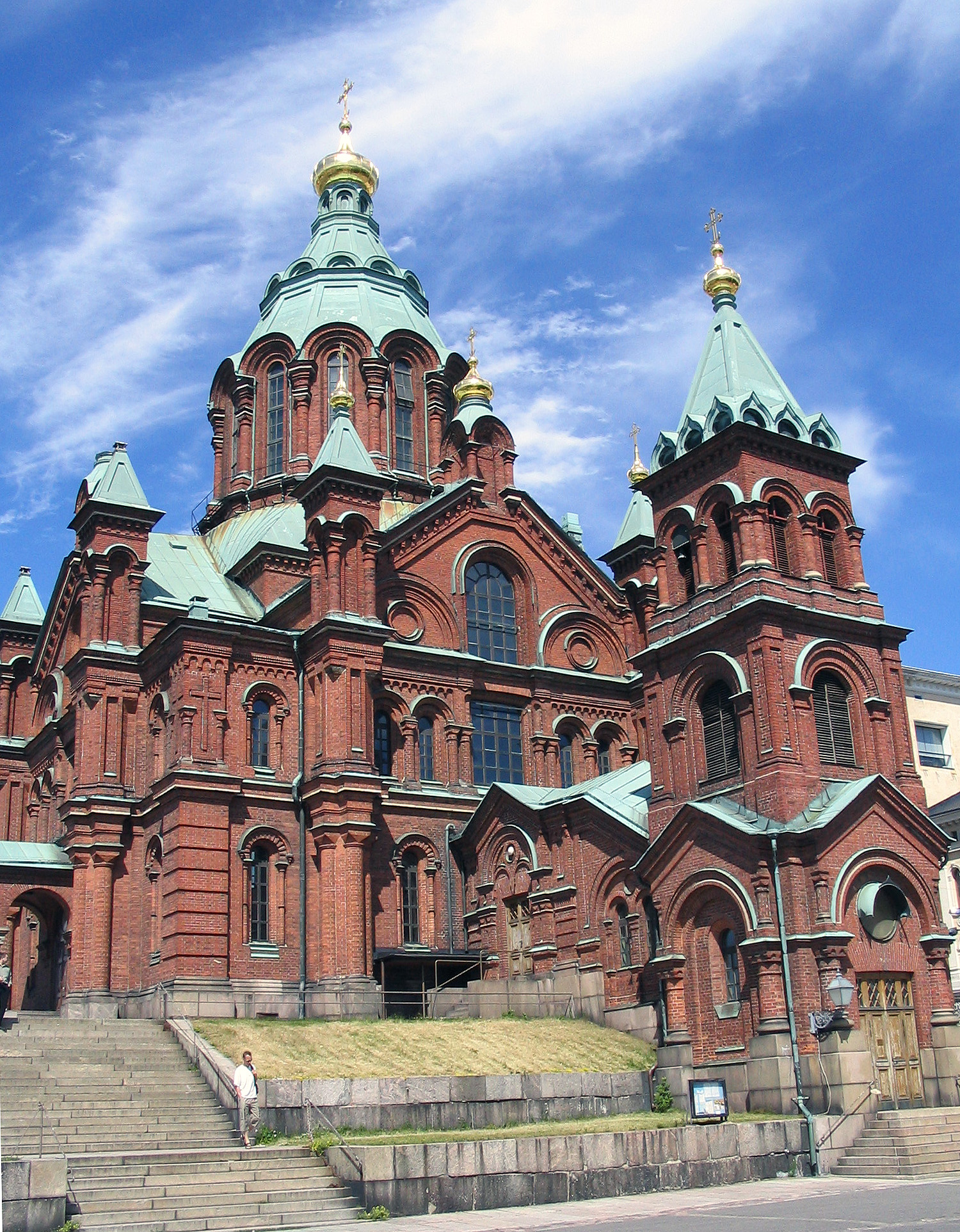
La catedral ortodoxa Uspenski
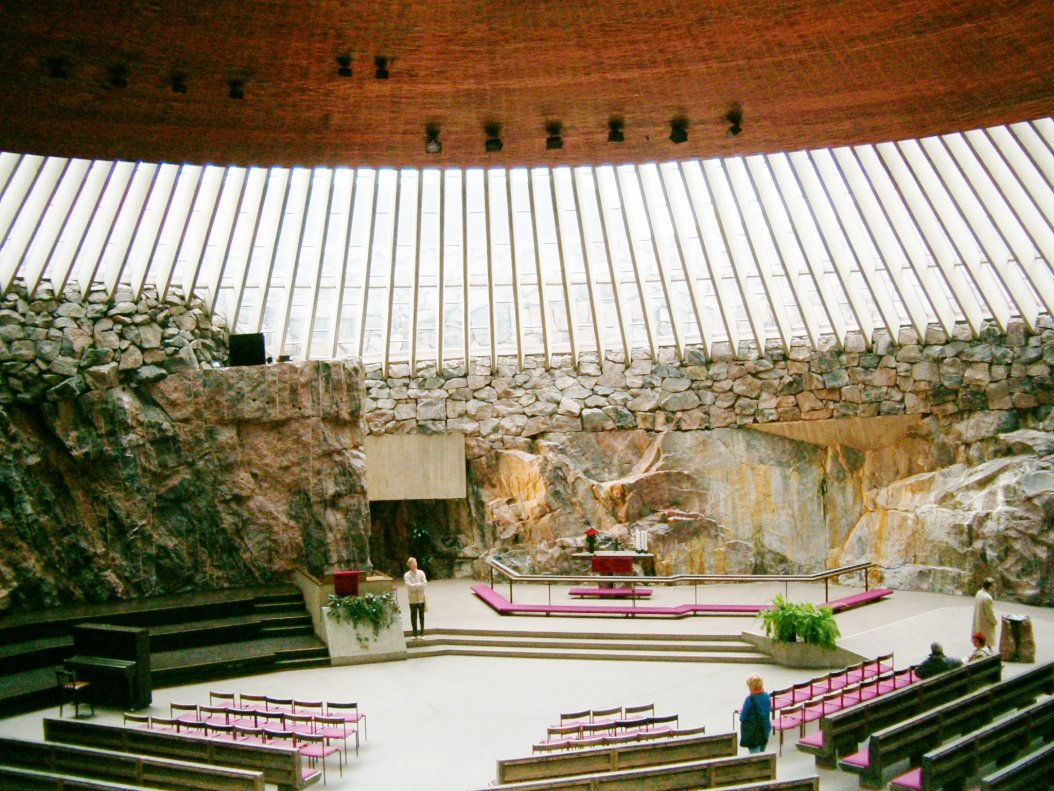
Altar de l'església soterrània Temppeliaukio
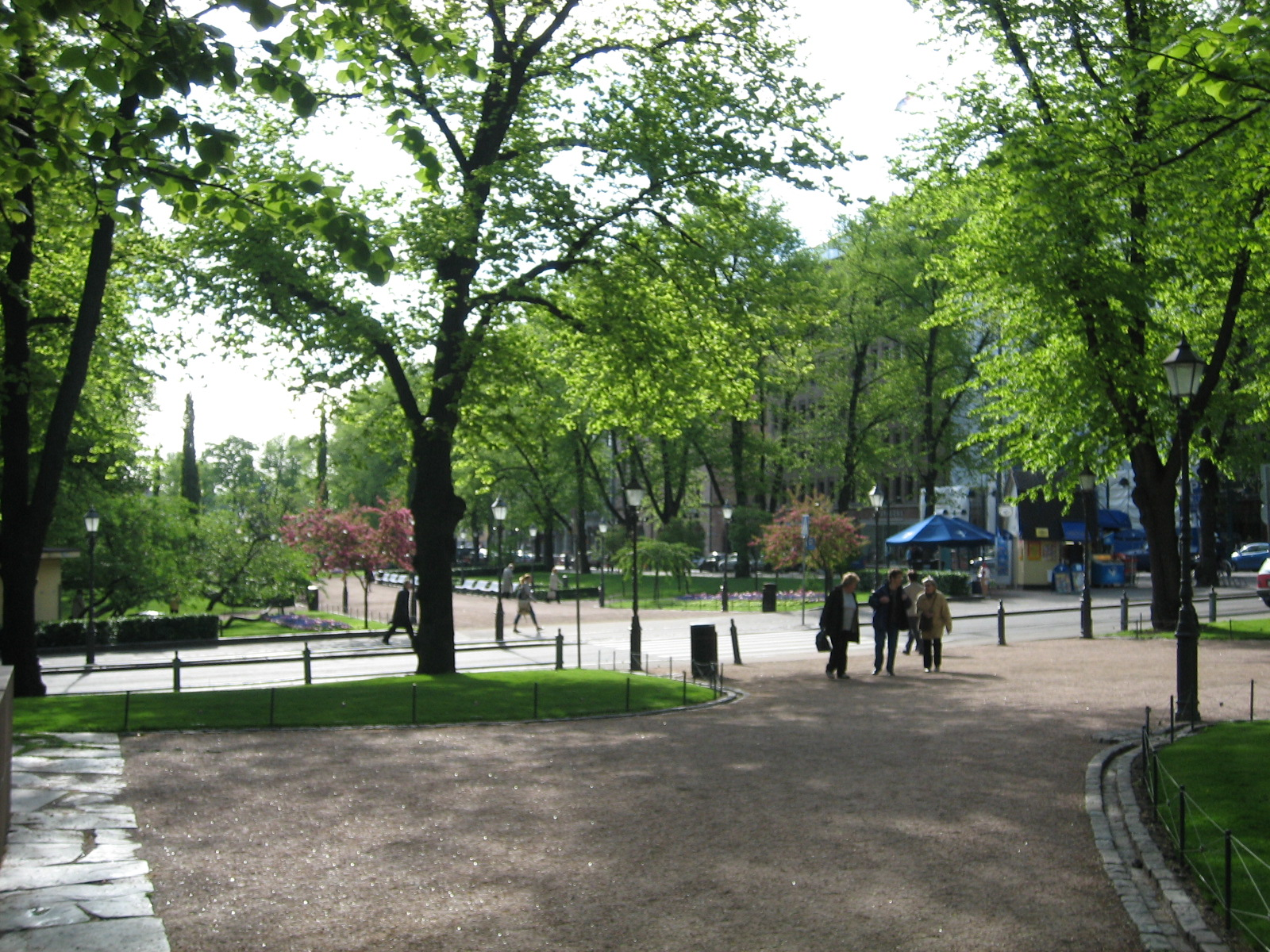
L'esplanada central
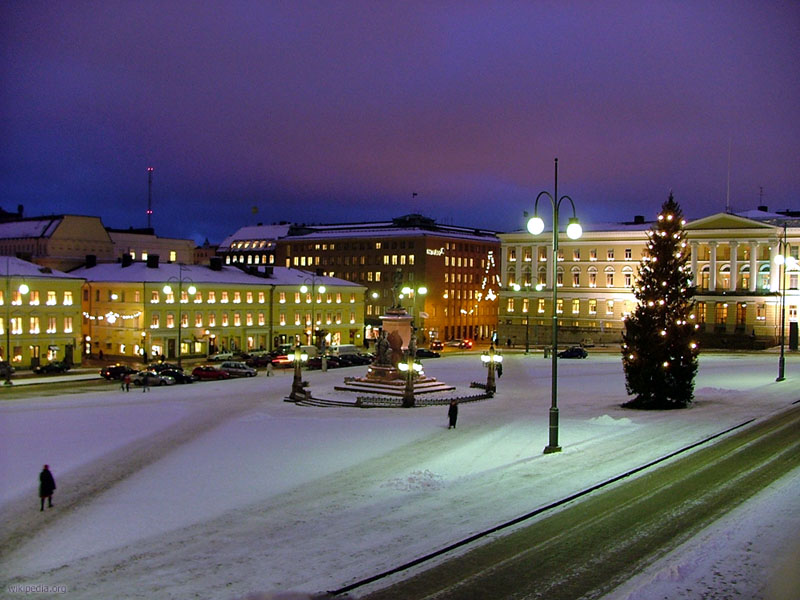
La plaça Senaatintori a l'hivern
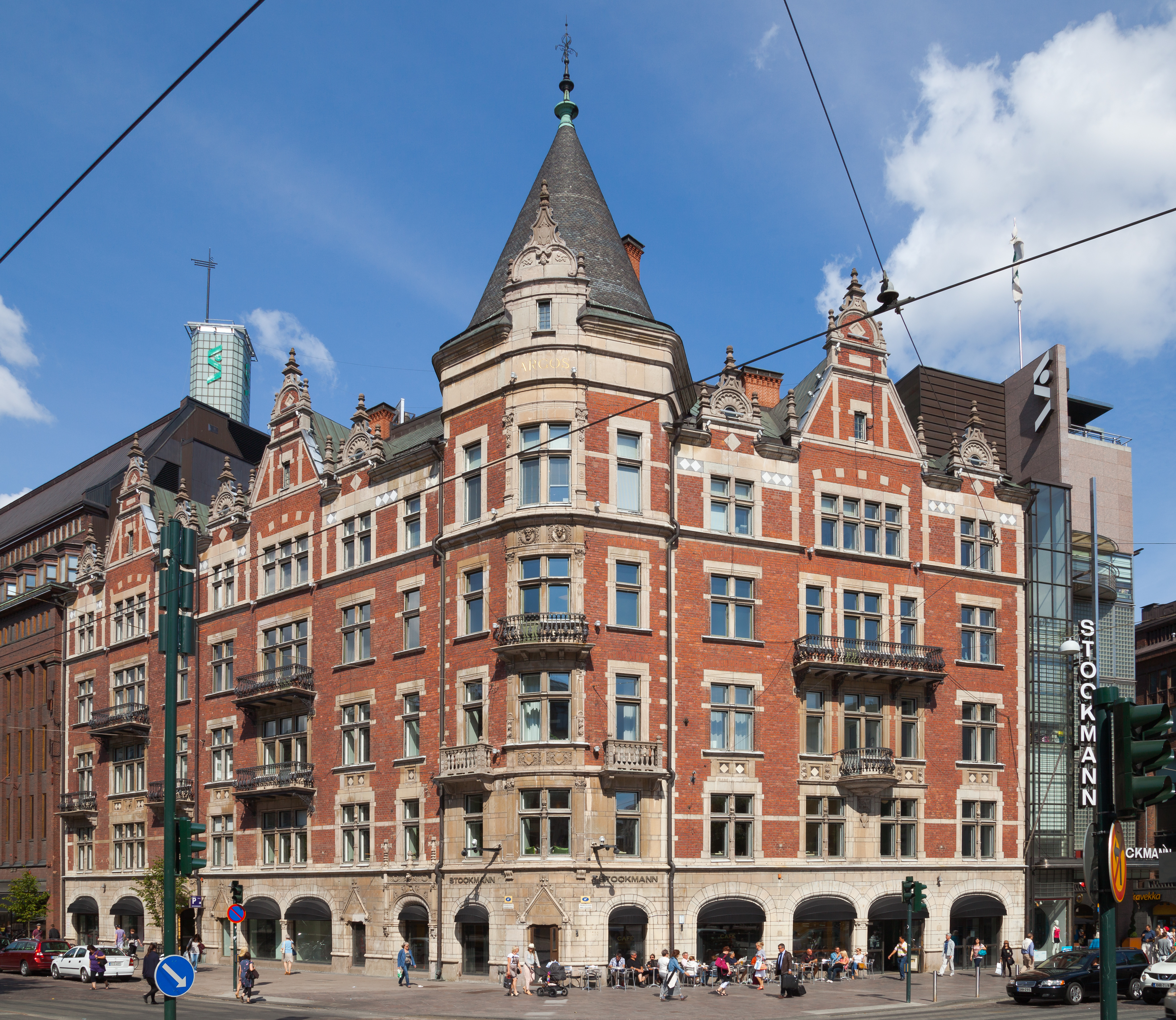
Grans magatzems Stockmann al carrer Aleksanterinkatu
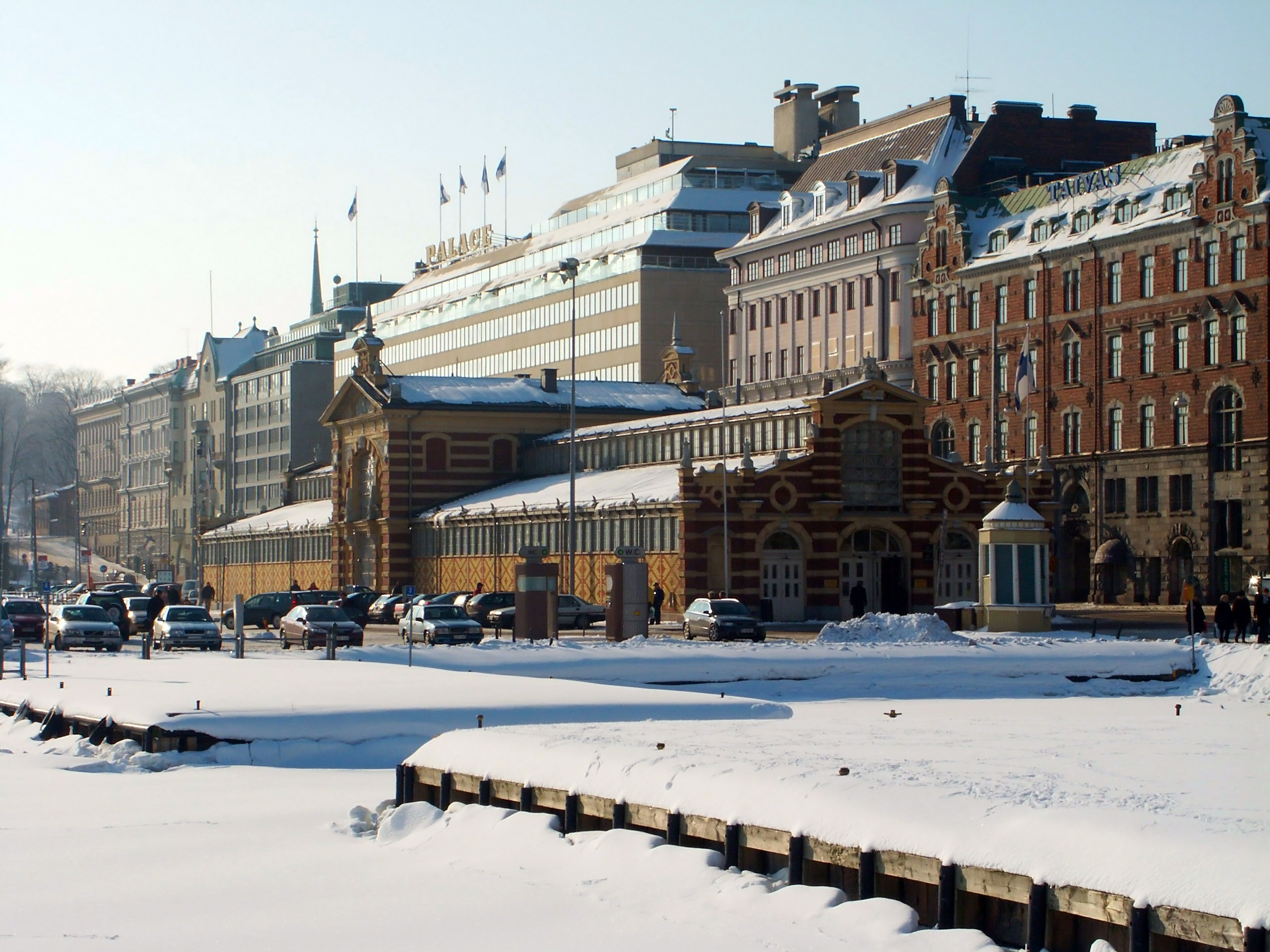
Plaça del Mercat recoberta de neu
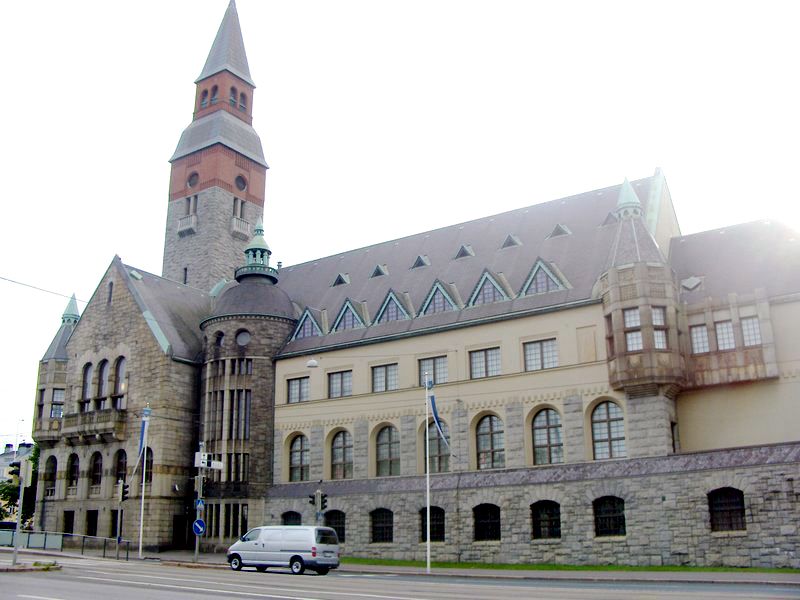
Kansallismuseo (Nationalmuseum) Museu nacional finès
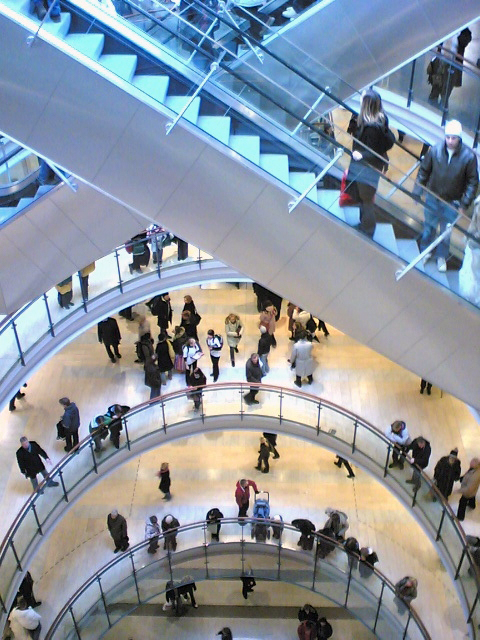
Kamppi Center, centre de compres al centre de Hèlsinki